# Моно (индейский язык)
Моно — индейский язык, относится к нумийской ветви юто-ацтекской семьи языков. Распространён в южной части гор Сьерра-Невада, в восточной Калифорнии. Наиболее близкородственен северному паюте, более отдалённо родственен языкам: шошоне, команче, тимбиша, уте.
Выделяют 2 основных диалекта: западный и восточный. Западный диалект иногда также называют моначи, а восточный диалект — паюте долины Оуэнс.
В 1925 году Альфред Крёбер оценивал количество носителей в 3 — 4 тыс. человек. Сегодня имеется лишь около 40 носителей моно (1994 L. Hinton), ещё несколько десятков человек знает язык в той или иной степени. Число носителей моно быстро сокращается, близок к вымиранию.